# Lagoa da Prata
Lagoa da Prata là một đô thị thuộc bang Minas Gerais, Brasil. Đô thị này có diện tích 439,682 km², dân số năm 2007 là 44159 người, mật độ 101,5 người/km².